# 合金鋼

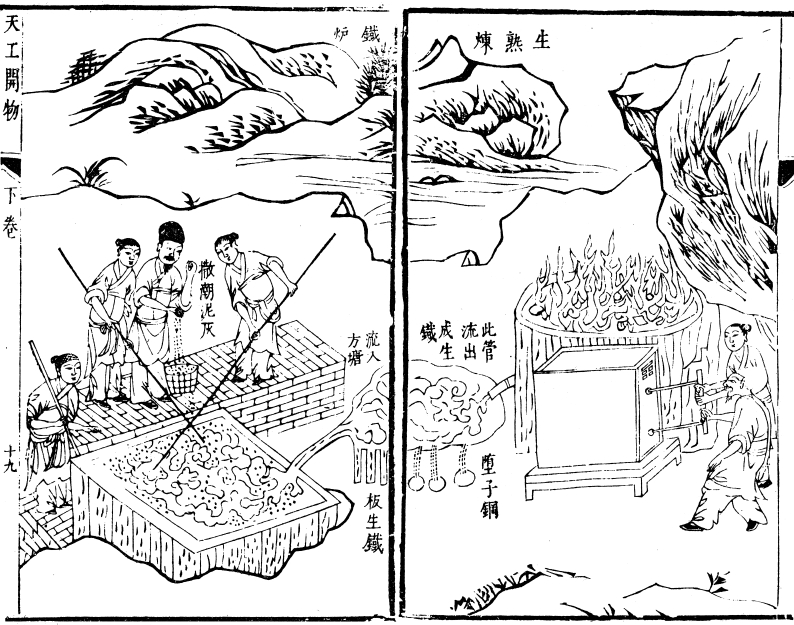
天工開物中的合成鑄鐵法

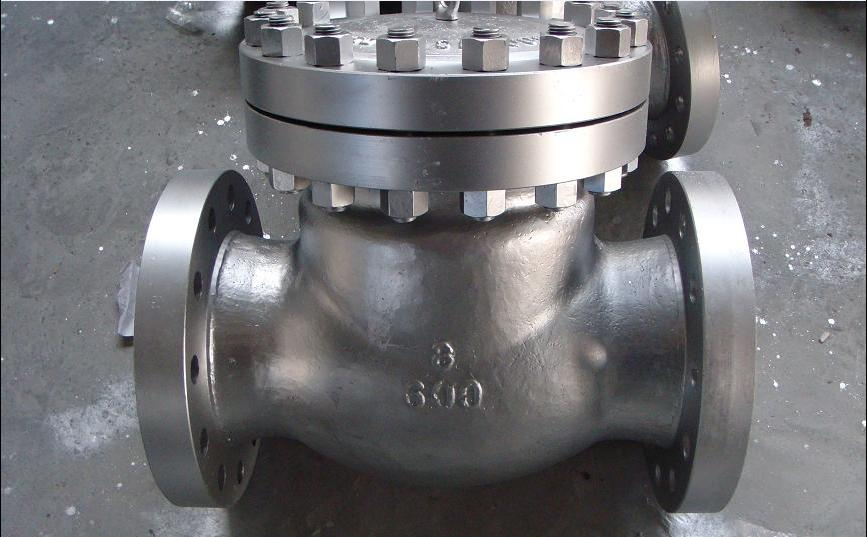
合金鋼製閥門

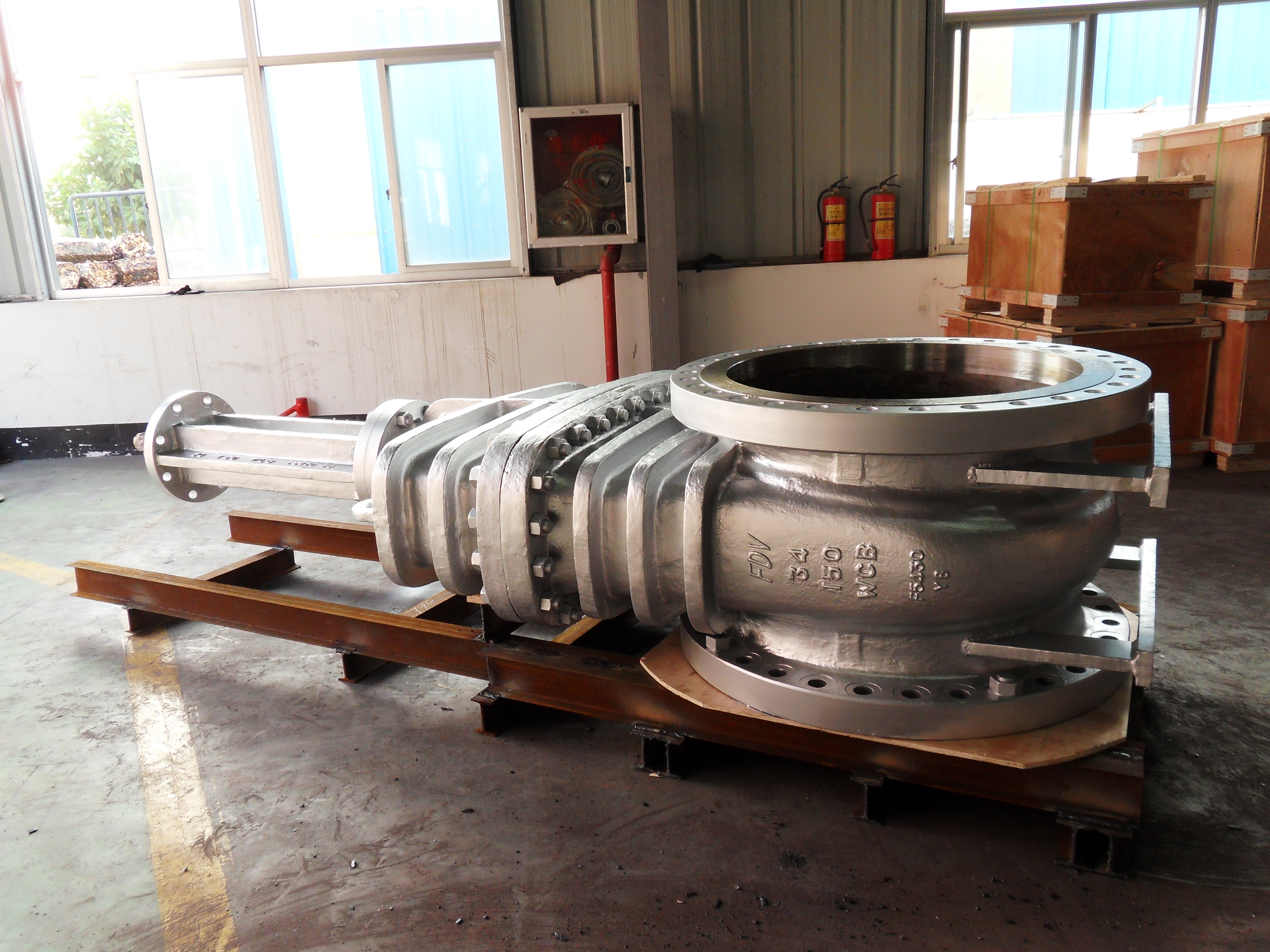
大型鑄件

合金钢（alloy steel）是除了含碳外，另有一种以上其他元素（如：鉻、鉬、鎳、銅、錳、鎢等），而具有特殊性能的钢；性质较碳钢耐磨、耐腐蚀。合金钢為複合材料在煉鋼的運用。
合金结构钢按其性能和用途分为普通低合金钢、易切削钢、调质钢、渗碳钢、弹簧钢、滚动轴承钢等几类。

## 歷史

### 早期
罗伯特·坦普尔和李约瑟皆推测合成钢工艺在更早前就存在了，然而第一个融合熟铁与铸铁以生产钢铁的明确文字记载是来自6世纪道家匠人綦毋怀文，他自543年至550年追随北魏将领高欢（496年至597年，后来被尊为北齐高祖神武帝）。唐朝（618年至907年）于659年刊行的《新修本草》亦介绍了将熟铁与铸铁一起搅拌加热的过程，并指出钢铁制品是用来锻造镰刀和刀。 至于后面《新修本草》的记载，苏颂（1020年至1101年）也提出了类似的说明，并指出钢铁在造剑上的利用。在明朝（1368年至1644年），宋应星（1587年至1666年）1637年的著作《天工开物》是第一种文献详细描述钢铁制程者，该书指出熟铁先被锻打成细小的薄板，包成铁片束，最后铸铁堆于其上后下压。在熔炉中铸铁将先融化，「渗淋入」熟铁中；一旦融合，这半成品将进行重复多次被取出熔炉锻造、加热、并捶打等一系列过程。坦普尔和李约瑟两位学者皆表示这些制程比后来卡尔·威廉·西门子（Carl Wilhelm Siemens，1823年至1883年）平炉年代更早。
1740年，英国人亨茨曼（B.Hunsman）发明了坩埚炼钢法，為欧洲历史上第一次炼得了液态钢水。此項发明的关键是制造出一种可耐1600℃高曙的耐火材料，以制作坩埚。从此，各种优质钢，例如工具钢均采用坩埚法冶炼。

### 近代
受到战争需要推动，1870年代前后，西方各国的冶金技术有了很大的发展。先是德国人克虏伯钢厂发明了以坩锅铸造大钢块，能夠制造大口径之钢炮；克虏伯钢炮在普法战争中大显神威，声名大噪。战爭后，各国纷纷采用了克虏伯钢材制造火炮，使到炮身品質明显提高。与此同时，法国於1865年发明平炉炼钢法后，也开始使用高品質的钢材制造炮身。英国於1878年由托马斯改进了贝色马创造的转炉炼钢法，降低了钢的含磷量，制成的炮身不易碎裂。
1856年，英国人贝塞麦（H.Bessemer）发明了底吹酸性转炉炼钢法，以后被称为贝塞麦转炉炼钢法。从此开创了大规模炼钢的新时代。1879年，英国湯馬士（S.G.Thomas）创造了碱性转炉炼钢法。造碱性渣除磷适用于西欧丰富的高磷铁矿的冶炼，一般称湯馬士转炉炼钢法。1891年，法国人特罗佩纳（Tropenas）创造了侧面吹风的酸性侧吹转炉炼钢法，曾經在铸钢厂得到应用。
1856年，英国人西门子（K.W.Siemens）使用了蓄热室为平炉的构造奠定了基础。1864年，法国人马丁（Pierre-Émile Martin）利用西门子发明的带蓄热室的火焰炉，用废钢和生铁成功地炼出了钢液，从此发展了平炉炼钢法──在欧洲一些国家称为西门子－马丁炉或马丁炉。此法同当时的转炉炼钢法比较，一‧可以大量使用废钢，而且生铁和废钢配比較灵活，二‧对铁水成分的要求不像转炉那样严格，可以使用转炉不能夠使用的普通生铁，三‧能夠炼的钢种比較转炉多，而且品質比较好。因此，碱性平炉炼钢法问世后就为各国广泛采用，成为世界上主要的炼钢方法。於1930年至1960年年间，世界每年钢的总产量近80％是平炉钢。直到1950年代初期，氧气顶吹转炉投入生产，从1960年代起平炉逐渐才失去其主力地位。平炉炼钢法的最大缺点是冶炼时间长（一般需要6至8小時），燃料耗损大（热能的利用僅20%至25％），基礎設施投资和生产费用高。一个年产1,200万吨钢的钢厂，只要建成6个250至300吨的纯氧顶吹转炉就足夠，如果修建平炉却需要500吨的大型平炉30至40座。目前世界上仍然在生产的平炉普遍采用氧气炼钢，生产率有了比较大的提高，惟除尘系统复杂，投资高昂，因此平炉炼钢不再发展，甚至有拆除改建为顶吹或者底吹转炉的趋势。许多国家原有的炼钢主力──平炉已经或者正在陆续被氧气转炉和电炉所代替。

### 現代
用氧气代替空气的优越性早被认识，惟因為未能夠获得大量廉价的工业纯氧，长期未能夠实现。至1940年代，空气分离制氧以工业规模进行生产后，炼钢大量用氧有了可能。但是，旧有转炉改用氧气吹炼，炉底风眼烧损很快，甚至使吹炼无法进行。1948年，杜雷尔（R.Durrer）在瑞士采用了水冷氧枪垂直插入炉内吹炼铁水获得成功，1952年，奥地利人林茨（Linz）和多纳维茨（Donawiz）钢厂建立30吨氧气顶吹转炉车间。后来就按照这两个地名的第一个字母称氧气顶吹转炉炼钢法为LD炼钢法。1950年代，LD炼钢法传播到世界各国，逐步取代平炉炼钢法。随着顶吹氧转炉的问世，也出现了其他类型吹氧炼钢方法，例如卡尔多转炉（Kaldo）炼钢法、罗托转炉（Rotor）炼钢法，惟均未能夠推广。喷石灰粉的氧气顶吹转炉炼钢法，被称為LD-AC法，可以吹炼含磷高的生铁，在氧气底吹转炉问世前曾应用于高磷生铁炼钢生产。
尽管氧气顶吹转炉法得到广泛发展，有人认为由底部供气，熔池搅拌力强，冶炼过程较为合理。1965年，加拿大空气液化公司试验成功用同心吹氧管同时吹入气态碳氢化合物来冷却喷嘴的技术，随后法国也试成用燃料油冷却喷嘴的技术，此舉较好地解决了氧气底吹风口烧损快的问题，使到底吹转炉炼钢方法得以复苏。1967年后，德国和法国分别采用了上述两项技术建造氧气底吹转炉投入生产，被称为”OBM”法（即Oxygen Bottom-blowMaximilian）和“LWS”法（為Loire、Wendel/Sidelor和Sprunck三公司的缩写）。1971年，美国引进“OBM”法，用于底吹氧气喷石灰粉吹炼含磷生铁，取名為“Q-BOP”法（Q表示平静quiet快quick和优质quality，BOP为碱性氧气法））。
氧气顶吹转炉采用喷嘴或透气砖自底部吹入少量惰性气体或氧气，可以明显地改善熔池的搅拌力，兼有底吹和顶吹的优点。1974年，英国首先在1.25吨转炉上使用此法。1975年，法国和卢森堡合作在65吨转炉上先后试验顶底复合吹炼转炉炼钢成功，随后开始在世界范围内推广应用。

## 种类
合金钢依合金元素含量的不同分为低合金钢（<5%）、中合金钢（5%-10%）和高合金钢（>10%）三种。

### 工程结构钢
工程结构钢也称普通低合金钢是一种低碳结构用钢，合金元素在3%以下，但强度显著高于相同碳含量的碳素钢，所以也被称为低合金高强度结构钢。它的含碳量不超过0.2%以保证韧性、焊接性和冷成型性能；加入锰提高了强度（屈服强度>300MPa）和韧性（600-800kJ/m²），加入少量铌、钛或钒起到析出硬化作用，加入少量铜（≤0.4%）和磷（0.1%）可提高抗腐蚀性能，加入少量稀土元素可以脱硫、去气，使钢材净化，改善韧性和工艺性能。
低合金高强度结构钢代替碳素结构钢可大大减轻结构重量，节省钢材，保证使用可靠、耐久。
| 级别     | 屈服强度 | 常用牌号     | 组织                           | 用途                       |
| -------- | -------- | ------------ | ------------------------------ | -------------------------- |
| 较低强度 | >300MPa  | Q345(16Mn)   | 细晶粒的铁素体-珠光体          | 建筑结构                   |
| 中等强度 | >400MPa  | Q420(15MnVN) | 钒的氮化物可细化晶粒和析出强化 | 桥梁、锅炉、船舶等大型结构 |
| 高强度   | >500MPa  |              | 低碳贝氏体                     | 高压锅炉、高压容器         |

### 机械结构钢
机械结构钢属特殊质量合金钢，根据用途分为渗碳钢、调质钢、弹簧钢、超高强度钢级易切削钢等。
- 渗碳钢的含碳量在0.10-0.25%之间，主加元素有鉻（≤2.0%）、鎳（≤4.5%）、錳（≤2.0%）和硼（≤0.005%），附加元素有釩（≤0.20%）、鎢（≤1.20%）、鉬（≤0.60%）、鈦（≤0.10%）等碳化物形成元素，主要是降低钢的过热敏感性，细化晶粒，抑制钢在渗碳过程中发生晶粒长大。
- 调质钢指通常采用调质处理（淬火后高温回火）作为预先热处理或最终热处理的结构钢。调质处理后的组织为回火索氏体，具有良好的综合力学性能。含碳量大多介于0.3-0.5%之间，合金元素鉻、鎳、錳、矽、硼主要是增加钢的淬透性，釩可以细化晶粒，提高综合力学性能，鉬可以抑制第二类回火脆性，鋁可以加速氮化过程。
- 弹簧钢含碳量约0.50-0.75%，常含矽、錳、鉻、釩等合金元素，作用是提高淬透性和回火稳定性，强化铁素体，细化晶粒，提高弹性极限及曲强比。
- 易切削钢特意加入了一定量的硫、磷、铅、钙等附加元素以改善钢的切削加工性。

| 名称       | 常用牌号 | 特性                             | 用途                                                       |
| ---------- | -------- | -------------------------------- | ---------------------------------------------------------- |
| 渗碳钢     | 20CrMnTi | 表面高硬度、耐磨，心部强韧性     | 传动齿轮、凸轮轴、活塞销等                                 |
| 调质钢     | 40Cr     | 较高强度与良好的塑性及韧性的配合 | 机床主轴、汽车后桥半轴、连杆螺栓及汽轮机主轴、内燃机曲轴等 |
| 合金弹簧钢 | 60Si2Mn  | 高抗拉强度、高屈强比及高疲劳强度 | 汽车、拖拉机25-30mm减震板簧、螺旋弹簧                      |
| 易切削钢   |          | 良好的切削加工性                 | 自动机床加工的小型零件                                     |

### 轴承钢
轴承钢的碳含量为0.95-1.10%，铬含量0.4-1.65%，加入矽、錳可以提高淬透性。绝大部分是铬轴承钢是GCr15。

### 合金工具钢
| 名称                   | 常用牌号 | 用途                                 |
| ---------------------- | -------- | ------------------------------------ |
| 低合金刃具钢           | 9SiCr    | 丝锥、板牙、冷冲模、铰刀、量具       |
| 高速钢（高合金刃具钢） | W18Cr4V  | 齿轮铣刀、插齿刀                     |
| 冷作模具钢             | Cr12     | 冷作模及冲头、拉丝模、压印模、搓丝板 |
| 热做模具钢             | 5CrMnMo  | 中、小型热锻模                       |